# Urien Rheged
Urien (Urien Rheged of Uriens) was een laat 6e-eeuwse koning van Rheged (gestorven ca. 590), een vroeg Brits koninkrijk van de Hen Ogledd (hedendaags Noord-Engeland en Zuid-Schotland). Urien was de zoon van Cynfarch Oer. Hij is net als zijn oudste zoon Owein mab Urien (Ywain) vooral bekend  van de Arthurlegenden. Daarin speelt Urien een rol als 'koning Urien van Gor(r)e'. Maar zijn roem werd vooreerst door zijn eigen bard Taliesin vereeuwigd in diens Boek van Taliesin.

## Leven
Taliesin bezong onder meer Uriens veldslagen van Gwen Ystrad en Alt Clut Ford.
Volgens de genealogieën was Urien de zoon van Cynfarch Oer, zoon van Meirchion Gul, zoon van Gorwst, zoon van Cenau, zoon van Coel Hen (Koning Coel), de eerste overgeleverde post-Romeinse bevelhebber in het gebied van de Muur van Hadrianus. Urien bestreed de Angelse heersers van Bernicia (tegenwoordig Northumbria). Koning Ida van Bernicia hield rond het midden van de 6e eeuw Metcauld bezet en plunderde het binnenland. Urien verenigde zich met andere noorderlijke koningen, Rhydderch Hael van Strathclyde en twee andere nazaten van Coel, Gwallog mab Llaenog en Morgant Bwlch. Samen versloegen ze de Angelen en belegerden Lindisfarne, maar Urien werd toen, volgens de Historia Brittonum, door Llofan Llaf Difo vermoord, in opdracht van de jaloerse Morgant Bwlch. Een van de Welshe Triaden roemt Urien als een van de 'Drie Grote Veldheren van Brittannië'. 
Urien had ten minste vijf zonen: Owein, Rhiwallon, Elffin, Rhun en Pasgen. De oudste, Owein, volgde hem op als koning van Rheged.